# Железничка станица Београд центар
Железничка станица Београд центар (колоквијални назив Прокоп, по насељу у коме се налази) је централна београдска железничка станица. Налази се у оквиру Београдског железничког чвора, непосредно уз Булевар Франшеа д' Епереа (део коридора 10), у прокопу између овог правца, Булевара Кнеза Александра Карађорђевића и Булевара Војводе Путника подно Топчидерског брда. Иако још увек недовршена, 1. јула 2018. године је дефакто преузела улогу главне градске станице од старе станице у Савском амфитеатру, која је, после 133 године, искључена из саобраћаја.
Железничка станица Београд центар је директно повезана са аеродромом Никола Тесла аутобуском линијом 600.

## Повезивање линија
- Пруга Београд—Суботица
- Пруга Београд—Ниш
- Пруга Београд—Шид
- Пруга Београд—Вршац
- БГ ВОЗ (Прва линија, Трећа линија)

## Циљеви и историјат изградње

### Настанак пројекта
Локалитет је добио свој данашњи рељеф крајем 19. века: на простору тзв. Баре Венеција (у близини тренутне Главне железничке станице) постојало је мочварно земљиште, које је требало санирати закопавањем. Земља за потребе тога је доношена управо са подручја данашњег Прокопа, по чему је овај део града и добио назив. Када се 1970-их година, за време мандата градоначелника Бранка Пешића, почело са изградњом Београдског железничког чвора, предвиђено је измештање Главне железничке станице са данашње позиције чеоне станице на Савском тргу у пролазну станицу у Прокопу, на главном железничком коридору. Измештањем колосека из Савског амфитеатра ослободило би се 80 хектара ексклузивног грађевинског земљишта уз реку Саву, процењене вредности преко 5 милијарди евра, а да би изградња у овом простору генерисала и до 20 милијарди евра.
Планови за нову главну железничку станицу предвидели су пропусну моћ од десет хиљада путника по часу. Пројекат нове железничке станице био је без узора у тадашњој архитектури и изазвао велике поделе у јавности, које и данас постоје. Савет за урбанизам Београда је 1971. донео коначно пројектно решење, након седам и по сати већања.
На челу тима који је урадио пројекат станице био је професор Михаило Малетин. Пројекат је завршен 1974, изградња је започела 8. октобра 1977, са планираним роком изградње од 18 месеци, при чему би први воз кроз станицу прошао на Дан рада, 1. маја 1979.
Пројекат су финансирали, по једну трећину цене, СР Србија, град Београд, и железнице. Изградња станице је, међутим, стагнирала због економске кризе у земљи.

### Криза и распад Југославије
Радови су обустављени 1980. године, а у мају 1984. године, за време градске владе Радоја Стефановића, која је годину и по раније зауставила пројекат Београдског метроа, почиње се постављати питање да ли цео пројекат има смисла или је можда боље одустати. Радови су током 1980-их неколико пута поново отпочињани, па заустављани, уз конзервацију градилишта; изградња је настављена почетком 1990-их, а затим поново обустављени са распадом СФРЈ и увођењем санкција УН. Током ових радова постављене су шине и станица је минимално оспособљена и делимично укључена у међумесни саобраћај и систем приградске железнице Беовоз, мада без станичне зграде и пратеће инфраструктуре. У сам систем Беовоза је 7. јула 1995. укључена подземна станица „Вуков споменик“, чиме се систем почео снажније експлоатисати. Годину дана касније, 7. јула 1996, председник Слободан Милошевић уз пратњу председника Владе Мирка Марјановића отвара радове на бетонској плочи—крову станице, где би се налазио и пословни простор. Бетонска плоча је изграђена, али радови бивају поново обустављени новим санкцијама и бомбардовањем СРЈ 1999.

### Поновни покушај обнављања пројекта
Железнице Србије су почетком 2005. расписале међународни конкурс, којим би инвеститор завршио изградњу станице, а заузврат добио право изградње у комерцијално-пословном делу. Железнице нису имале средстава да саме заврше пројекат, за који је процењено да би коштао око 80 милиона евра за саму станицу, и 150 милиона евра за пратећи комерцијални део. На конкурсу је победила мађарска фирма „Тригранит“, која је, међутим, накнадно почела постављати додатне услове и захтеве, позивајући се на сумње о исплативости пројекта. Уговор са „Тригранитом“ је раскинут и, после дужег политичког натезања у Влади Србије, 24. марта 2008. је потписан уговор са „Енергопројектом“, другопласираним на изворном конкурсу, о завршетку радова на изградњи станице Београд центар у року од 30 месеци. Међутим, пола године касније, Влада је одлучила да не да сагласност на потписани уговор, наводећи да не постоји законски основ да се инвеститор укњижи као власник плоче на којој би био грађен комерцијално-пословни центар, јер се ова третира као градско грађевинско земљиште, које се може једино давати у закуп. Уместо овога, Влада је са „Енергопројектом“ у октобру 2008. парафирала Протокол о наставку изградње, који продужује уговор о изградњи из 1996, којим је „Енергопројект“ ангажован као извођач „до завршетка радова“. Према новом Протоколу, градњу финансирају Република Србија са 50 милиона евра намењених за изградњу станице, и Град Београд са 22 милиона евра за прилазне путеве из Булевара кнеза Александра и Ауто-пута Београд–Ниш, док је изградња комерцијално-пословног центра потпуно издвојена и накнадно поверена најбољем понуђачу.
Према писању „Блица“, у изградњу станице Београд центар до 2008. је уложено око 100 милиона евра. Пројекат је предвиђао десет колосека и шест перона на 3.000 квадрата, са 10.000 квадрата пратећег пословног простора испод плоче, као и комерцијално-пословни центар од 128.000 m² изнад плоче. У пројекат Београдског железничког чвора је само до краја 1990-их утрошено око две милијарде долара.
У интервјуу у марту 2009, тадашњи градоначелник Драган Ђилас је на питање у вези са радом на овој станици признао да се о том питању ништа не предузима. Он је такође рекао да Република нема новца и да су се појавиле идеје да уместо тога изградњу станице финансира град средствима која је требало да буду уложена у изградњу прилазних саобраћајница, што он неће прихватити. Пројекат је ипак настављен у наредне две године. Радови на изградњи петог и шестог колосека у оквиру прве фазе ревитализације градске железнице су завршени крајем августа 2010. године, но убрзо су опет прекинути.

## Реактивирање и тренутно стање

### Прва фаза
Отпочињање пројекта Београд на води 2014. године је подразумевало измештање Главне железничке станица из Савамале, због добијања грађевинског простора, тако да су радови на "Прокопу" поново постали приоритетни. Изградња је настављена 4. децембра 2014. године и обухватала је комплетну изградњу свих перона. Радови на првој фази градње су завршени 26. јануара 2016. године. Том приликом, тадашњи премијер Владе Србије, Александар Вучић је најавио да ће станица бити довршена до 2018. године. Друга фаза градње је требало да почне у марту 2016. године, али тек у јулу те године посао изградње приступних саобраћајница додељен аустријској компанији "Штрабаг", која је на себе преузела да у року од 9 месеци заврши радове. Пошто је уговор потписан, 31. августа су радови на приступним саобраћајницама званично отпочели. Том приликом, градоначелник Београда, Синиша Мали је изјавио да је реално да станица буде довршена до краја 2018. или почетка 2019. године, како би се изместила главна железничка станица, те приступило другој фази изградње Београда на води.
Поред БГ Воза, кога директно опслужује, станица Београд центар је тада повезана са градским превозом аутобуском линијом број 36 и нискофреквентном минибус линијом градског саобраћаја број 34. У августу исте године се приступило изградњи приступних саобраћајница (посао је добило аустријско предузеће "Штрабаг"). Оне су пуштене у рад 19. јуна 2017. године, а исте линије градског превоза су преусмерене на њих 26. јуна.

### Друга фаза
Следећа фаза радова обухвата проширење постојеће саобраћајнице до улице Драгана Манцеа, као и изградњу саме станичне зграде и комерцијалног центра, за шта су издати локацијски услови.
Сви потенцијални пројекти београдског метроа предвиђају повезивање Железничке станице Београд центар у мрежу линија.
По завршетку прве фазе радова, "Политика" је известила о најавама да тржни центар у оквиру станице гради предузеће МПЦ комерц српског бизнисмена Петра Матића, који је претходно упутио Влади писмо намере. Необавезујући јавни позив за ове потребе је расписан 30. августа 2016. године.
17. децембра 2017. године, министарка грађевинарства, саобраћаја и инфраструктуре, Зорана Михајловић је најавила да ће градња станичне зграде отпочети у априлу 2018. године. Она је истакла да се с тим у вези преговара са кувајтским фондом који је финансирао довршавање прве фазе, те да се потписивање уговора очекује ускоро.

### Станична зграда и комерцијални садржаји
После више одлагања, 8. августа 2022. године су отпочели радови на изградњи станичне зграде и комерцијалног комплекса на плочи станице Београд центар. Они се спроводе у јавно-приватном партнерству Инфраструктуре железнице Србије и предузећа Railway City. Према плану, поред станичне зграде, комплекс ће обухватити и мањи тржни центар, те низ пословних зграда. Сама станична зграда је изграђена и свечано отворена 20. октобра 2023. године.

## Централна станица
Ступањем на снагу новог реда вожње "Србија воза", дана 10. децембра 2017. године, "Београд центар" је постао полазна станица за унутрашњи саобраћај у Србији. До 1. јула 2018, поласци и доласци свих међународних возова су остали на старој Главној железничкој станици, као и по два воза за и из Новог Сада. Ова одлука је изазвала извесне контроверзе, примарно због лоше саобраћајне повезаности са остатком града, недовршене инфраструктуре и мањка информација о поласцима.
Осим возова између Србије и Црне Горе, који полазе из железничке станице Топчидер, од 1. јула 2018. године сви међународни возови саобраћају до и од железничке станице Београд центар. Реч је о два воза из Будимпеште, као и по једном возу из Беча, Љубљане, Цириха, Солуна и Софије до Београда и из главног града Србије за Мађарску, Аустрију, Словенију, Швајцарску, Грчку и Бугарску.
Такође, са изузетком воза за Зрењанин (који полази из Овче) у унутрашњем путничком железничком саобраћају, у унутрашњем саобраћају је такође полазна и долазна станица Београд центар: то укључује и возове за Вршац, пошто је претходно одобрена могућност проласка дизел гарнитура кроз врачарски тунел до Панчевачког моста.
Две линије градске железнице БГ воз користе ову станицу: прва пролазно, а трећа у њој терминира.

## Галерија
- Перон.
- Поглед на станицу са истока
- Мапа
- Поглед са куле Скајлајн, 25. децембар 2022.